# Gangue Rufus Buck
A Gangue Rufus Buck era uma gangue de foras da lei cujos membros eram parte afro-americanos e parte índios Creek. A onda de crimes ocorreu no Território Indígena da área de Arkansas - Oklahoma de 30 de julho a 4 de agosto de 1895.
Formada por Rufus Buck, a gangue consistia também em Lewis Davis, Sam Sampson, Maoma July e Lucky Davis. A gangue começou a acumular um pequeno estoque de armas enquanto permanecia em Okmulgee, Oklahoma. Depois de matar o vice-marechal dos Estados Unidos John Garrett em 30 de julho de 1895, a gangue começou a assaltar várias lojas e fazendas na área de Fort Smith durante as duas semanas seguintes. Em um incidente, um vendedor chamado Callahan – depois de ser assaltado – teve a chance de escapar se pudesse fugir da gangue. Quando o idoso Callahan escapou com sucesso, a gangue matou seu assistente em frustração. Pelo menos duas mulheres vítimas de estupro pela gangue morreram devido aos ferimentos.

## Lista de crimes cometidos pela gangue
- 30 de julho de 1895: Assassinato do vice-marechal dos EUA John Garrett[3]
- 31 de julho de 1895: encontrando-se com um homem branco e sua filha em uma carroça, a gangue manteve o homem sob a mira de uma arma e levou a garota.[4]
- Eles mataram um menino negro e espancaram Ben Callahan até acreditarem erroneamente que ele estava morto, depois pegaram as botas, o dinheiro e a sela de Callahan.[4]
- Roubo de lojas country de West e J. Norrberg em Orket, Oklahoma[4]
- Assassinato de duas mulheres brancas e uma menina de 14 anos[4]
- 4 de agosto: Estupro de uma Sra. Hassan perto de Sapulpa, Oklahoma.[5] Hassan e duas das três outras vítimas femininas da gangue - uma Srta. Ayres e uma garota índia perto de Sapulpa - também morreram; uma quarta vítima, a Sra. Wilson, teria se recuperado; é relatado que, após sua captura, a quadrilha quase foi linchada.[6]

## Captura e enforcamento da gangue
A gangue foi capturada fora de Muskogee por uma força combinada de homens da lei e da polícia indiana de Creek Light Horse em 10 de agosto. Enquanto o Creek queria manter a gangue para julgamento, Isaac Parker os condenou duas vezes à morte, a primeira sentença não foi executada enquanto se aguarda um apelo malsucedido ao Supremo Tribunal. Eles foram enforcados em 1º de julho de 1896 às 13h em Fort Smith.

## Representação na cultura
A história da gangue serviu de inspiração para o filme de faroeste de 2021, The Harder They Fall. Rufus Buck foi retratado por Idris Elba.